# Каррізо-Гілл (Техас)
Каррізо-Гілл (англ. Carrizo Hill) — переписна місцевість (CDP) в США, в окрузі Дімміт штату Техас. Населення — 550 осіб (2020).

## Географія
Каррізо-Гілл розташоване за координатами 28°30′18″ пн. ш. 99°49′52″ зх. д. / 28.50500° пн. ш. 99.83111° зх. д. (28.505020, -99.831140).  За даними Бюро перепису населення США в 2010 році переписна місцевість мала площу 1,25 км², з яких 1,24 км² — суходіл та 0,00 км² — водойми.

## Демографія
Згідно з переписом 2010 року, у переписній місцевості мешкали 582 особи в 171 домогосподарстві у складі 135 родин. Густота населення становила 467 осіб/км².  Було 210 помешкань (169/км²).
Расовий склад населення:
| - 89,3 % — білих - 0,2 % — чорних або афроамериканців - 8,8 % — осіб інших рас |

До двох чи більше рас належало 1,7 %. Частка іспаномовних становила 95,5 % від усіх жителів.
За віковим діапазоном населення розподілялося таким чином: 35,9 % — особи молодші 18 років, 56,2 % — особи у віці 18—64 років, 7,9 % — особи у віці 65 років та старші. Медіана віку мешканця становила 29,5 року. На 100 осіб жіночої статі у переписній місцевості припадало 103,5 чоловіків;  на 100 жінок у віці від 18 років та старших — 89,3 чоловіків також старших 18 років.
Середній дохід на одне домашнє господарство  становив 60 403 долари США (медіана — 61 689), а середній дохід на одну сім'ю — 63 398 доларів (медіана — 62 105). За межею бідності перебувало 3,4 % осіб, у тому числі 0,0 % дітей у віці до 18 років та 0,0 % осіб у віці 65 років та старших.
Цивільне працевлаштоване населення становило 448 осіб. Основні галузі зайнятості: освіта, охорона здоров'я та соціальна допомога — 23,2 %, сільське господарство, лісництво, риболовля — 15,8 %, оптова торгівля — 12,7 %, будівництво — 11,2 %.